# Friedrich Oesterlen
Friedrich Oesterlen, född den 22 mars 1812 i Murrhardt, död den 19 mars 1877 i Stuttgart, var en tysk läkare.
Oesterlen var 1845-48 medicine professor i Dorpat samt levde sedan som praktiserande läkare i Tyskland och Schweiz. Han grundlade 1845 "Jahrbücher für praktische Heilkunde" och 1860 "Zeitschrift für Hygieine, medicinische Statistik und Sanitätspolizei" samt utgav en mängd större och mindre skrifter, bland dem Handbuch der Heilmittellehre (1845; 7:e upplagan 1861), Handbuch der Hygieine (1851; 3:e upplagan 1876) och Handbuch der medicinischen Statistik (1864; 2:a upplagan 1874).